# Urfahr
Urfahr es un distrito de Linz, en la Alta Austria, situado al norte del Danubio. Limita con los distritos de Pöstlingberg y Santa Magdalena y al sur del Danubio con Froschberg, Innere Stadt y Kaplanhof. Urfahr fue un municipio independiente hasta que se incorporó a Linz en 1919. Coloquialmente, todos los distritos de Linz al norte del Danubio, es decir, también Pöstlingberg, Santa Magdalena y Dornach-Auhof suelen contarse como Urfahr.
El distrito anterior a la reforma tenía 17.402 habitantes (2006) y los siguientes pueblos de reclutamiento: Auhof, Dornach, Elmberg, Furth, Haselgraben, Katzbach, Maderleiten, Obersteg, Santa Magdalena y Unterstein. El municipio catastral de Katzbach se encuentra aproximadamente en esta zona.

## Topografía
El sur del distrito, con los pueblos de Ober- und Untersteg, Dornach, Furth y Katzbach, es un terreno llano de aluvión que en el pasado se vio afectado con frecuencia por las crecidas del Danubio. Los pueblos del norte se encuentran en las estribaciones de las colinas de Mühlviertel. En el oeste, el Haselgraben forma la frontera con el municipio vecino de Lichtenberg y el distrito vecino de Pöstlingberg.

## Historia
El asentamiento se menciona por primera vez por escrito alrededor de 1110 y originalmente se llamaba "Haselbach" El nombre actual, que proviene de la iglesia de Santa Magdalena en el Magdalenaberg, se documenta por primera vez en 1482 y finalmente reemplazó el antiguo nombre Haselbach en el siglo XVII. Antes de ser elevada a la categoría de iglesia parroquial en 1858, la mayoría de los pueblos del norte pertenecían a la parroquia de Gallneukirchen, mientras que los de las tierras bajas pertenecían a Puchenau. En 1824 Santa Magdalena tenía 24 casas.
El 21 de julio de 1832, el emperador y la emperatriz Francisco I y Karoline Auguste inauguraron en Linz-St. Magdalena el primer ferrocarril de la Europa continental, el ferrocarril de tracción animal entre Linz y Budweis, cuyo antiguo trazado se conserva aún hoy en parte con varios puentes. En 1835, se creó el cementerio de Santa Magdalena. En el transcurso de la definición de los límites municipales, se fundó el municipio de Katzbach en 1851, seguido de una fusión con el municipio de Pöstlingberg y Lichtenberg, hasta entonces independiente, en 1875, que, sin embargo, se invirtió en 1885, con lo que se creó el municipio de Santa Magdalena al incluir las aldeas de Auhof, Elmberg y Maderleiten, que anteriormente habían pertenecido a Altenberg.
En 1910, Santa Magdalena tenía una población de 2.488. En el pueblo de Steg, el negocio de la lavandería se desarrolló a lo largo de los arroyos debido a su agua ventajosamente blanda, y la población creció como resultado. En 1913 se abrió la primera oficina de correos en Steg, que estaba convenientemente situada. El 1 de noviembre de 1938, Santa Magdalena se incorporó definitivamente a Linz. Ese mismo año se construyó el cuartel de infantería Auhof en la calle Aubrunnerweg. Cerca de allí, al este de la actual Johann-Wilhelm-Klein-Strasse, se construyó el "Campo Municipal de Trabajadores de Dornach" para "trabajadores extranjeros" y prisioneros de guerra. Al sur de la actual Galvanistraße se encontraba el "Campo Municipal de Trabajadores de Schlantenfeld" Desde agosto de 1945 hasta 1955, el área estuvo en la zona de ocupación soviética. Los cuarteles siguieron siendo utilizados por los soviéticos, y los alrededores sirvieron como zona de entrenamiento militar. En 1954, la crecida del Danubio destruyó el asentamiento de Heilham y causó graves daños en los pueblos de Steg, Dornach y Furth.
Tras la retirada de los soviéticos, se comenzó a planificar la construcción de la universidad en los terrenos del castillo de Auhof. La inauguración tuvo lugar en 1966. El resto del distrito se diseñó como una futura zona residencial para 15.000 residentes, y las primeras urbanizaciones (en la Mengerstrasse y al noreste de la Dornacher Strasse) se completaron ya a mediados de la década de 1960, incluyendo la iglesia parroquial Heiliger Geist. Desde entonces, el barrio se convirtió en una de las zonas residenciales más codiciadas de Linz. La actividad constructora terminó por el momento con el proyecto de demostración Biesenfeldsiedlung en Dornach, que se construyó entre 1976 y 1980 y en cuya creación se hizo posible la participación de los residentes desde el principio. Las plazas de aparcamiento para estos aproximadamente 680 pisos se encuentran en garajes subterráneos bajo los verdes patios interiores hexagonales.
No fue hasta mediados de los años noventa, con el desarrollo del Auhoffeld, cuando surgió la parte más reciente del actual barrio universitario de Dornach-Auhof. De los pueblos antiguos, sólo Katzbach conserva su aspecto original, mientras que Steg y Santa Magdalena han sido muy alterados y Furth fue parcialmente destruido por la construcción de la autopista A7. Algunos de los caseríos que quedan en el antiguo pueblo de Dornach están amenazados de demolición en los próximos años.
Con la reorganización de los distritos estadísticos en 2014, Dornach-Auhof se separó de Santa Magdalena y ahora forma su propio distrito.

### Alcaldes de Santa Magdalena
- 1893–1904 Johann Sonnberger
- 1904–1913 Karl Hofer
- 1913–1919 Alois Grubauer
- 1919–1921 Josef Leidl
- 1921–1922 Johann Auinger
- 1922 Franz Felbermair
- 1922–1924 Alois Kainrath
- 1924–1938 Peter Hofbauer, CS
- 1938 Maximilian Traunmüller, NSDAP

El 1 de noviembre de 1938, los nacionalsocialistas incorporaron el municipio de Santa Magdalena a Linz.

## Lugares de interés
- El viejo tilo situado junto a la iglesia se menciona como árbol robusto ya en el año 1300. En el año 1500, ya se hablaba de una antigüedad. Se puede ver en varios cuadros, por ejemplo, con motivo de la inauguración del ferrocarril de tracción animal en 1832. Hoy en día, el tilo sigue adornando el jardín detrás de la antigua posada.
- La Universidad Johannes Kepler está situada en el distrito estadístico de Dornach-Auhof.
- La antigua línea de ferrocarril tirada por caballos se encuentra en el paseo del ferrocarril tirado por caballos.
- El Centro de Biología de la ciudad de Linz en la calle Johann-Wilhelm-Klein-Straße